# Bulung Kulon
Bulung Kulon is een bestuurslaag in het regentschap Kudus van de provincie Midden-Java, Indonesië. Bulung Kulon telt 10.140 inwoners (volkstelling 2010).